# Infected Rain
Infected Rain — музичний гурт із Молдови, що виконує музику в стилі ню-метал. Гурт було сформовано у 2008 році в місті Кишинів.

## Історія
Гурт сформувався у 2008 році. До його початкового складу долучилися: гітарист Вадим «Відік» Ожог, вокалістка Олена Катарага або Лена Руки-ножиці, і DJ Іван Крістіогло або DJ Капа. Дебют гурту відбувся 3 серпня 2008 року на концерті присвяченому гурту Slayer. Пізніше, 8 Серпня 2008, Infected Rain взяв участь у фестивалі важкого металу в Криму, що називався Red Alert. В Серпні того ж року, вони записали свій перший демо CD, що містив три композиції («With Me», «Parasite», і «No Idols»). Гурт також провів багато концертів в Кишиневі і в Україні. Гурт Infected Rain брав участь у фестивалях важкого металу як Red Alert 2008, Metal Heads’ Mission 2009, RockHausen 2008/2009, Fuckin'FuckFest 3, Big Up! Urban Fest 2009 (де гурт посів перше місце), і у Forest Kap 2009/2010. Влітку 2009 року вони презентували нову добірку «ЕР2009», що складалася із 6 пісень (Judgmental Trap, Panika, No More, Escape, Go Away, і Homeless). Поєднання жіночого скримінг вокалу, важких рифів і електронних семплів сформували унікальний стиль музики гурту Infected Rain. Взимку 2010 вони відзняли всій перший відео-кліп, на пісню «Judgemental Trap». Згодом, гурт відіграв концерти у Молдові і Румунії. 25 листопада 2011 гурт випустив свій перший повнотривалий альбом, що називається Asylum, і провів турне по Румунії. В січні 2012 вийшло друге відео гурту, на пісню «At The Bottom of The Bottle». В червні 2012 Infected Rain виконував на сцені поруч із добре відомими гуртами такими як Mötley Crüe і Dimmu Borgir. Влітку 2012 було випущено дві нові пісні і відео до них: «Me Against You» (в зйомках якого взяв участь Молдовський Екстрім Мотокросс), і «Stop Waiting». Восени 2013 Infected Rain здійснив тур по Румунії, Україні, Росії і Болгарії, що стало їх першим великим турне. В 15 травня 2014 вони випустили новий повно-розмірний альбом під назвою Embrace Eternity. Влітку 2014 гурт взяв участь у таких фестивалях як «FajtFest 2014» (у Чехії), Maraton Festival, ROUTE68 SUMMERFEST і Rockstadt Extreme Fest 2014 в Румунії, де вони виконували на сцені поруч з такими гуртами як Obituary, Behemoth, Sodom, Katatonia, The Agonist, та іншими. Потім гурт вирушив у двомісячне турне по 12 країнах Європи, задля підтримки свого нового альбому. Наступного року гурт випустив нові пісні Serendipity, Intoxicating, Mold, і Fool the Gravity. 20 Квітня 2017 гурт випустив новий повний альбом під назвою "86", що відповідно до американсько-англійського сленгу означає позбуватися чогось непотрібного, звільнення когось, або відмова від виконання послуги, що також є роком народження вокалістки Лени Руки-ножиці (1986). Альбом містить 11 треків. Ці три альбоми були записані у Молдові на студії звукозапису, що називається Must Music, і продюсером їх був Валентин Волута і гурт Infected Rain. Тексти пісень гурту Infected Rain написані солісткою Леною Рукиножиці, англійською мовою. Композитором музики в основному є гітарист Відік, разом із всіма іншими учасниками гурту. Вокалістку гурту часто впізнають по її яскравим татуюванням та сильному вокалу. Її вокальним тренером була Меліса Кросс, відомий вокальний тренер із Нью-Йорку. За свій стиль, місцеві молдовські медіа називають Олену «найбільш ексцентричною вокалісткою Молдови».
14 лютого 2019 стало відомо про укладений контракт гурту із відомим лейблом Napalm Records, що відзначив випуск нового кліпу сумісного виробництва на музичну композицію «Passerby».
4 травня 2023 року в соціальних мережах було оголошено, що брати Бабичі залишають гурт. У цей день також було оголошено, що в гурт приєдналась нова бас-гітаристка — Еліс Лейн.

## Склад гурту

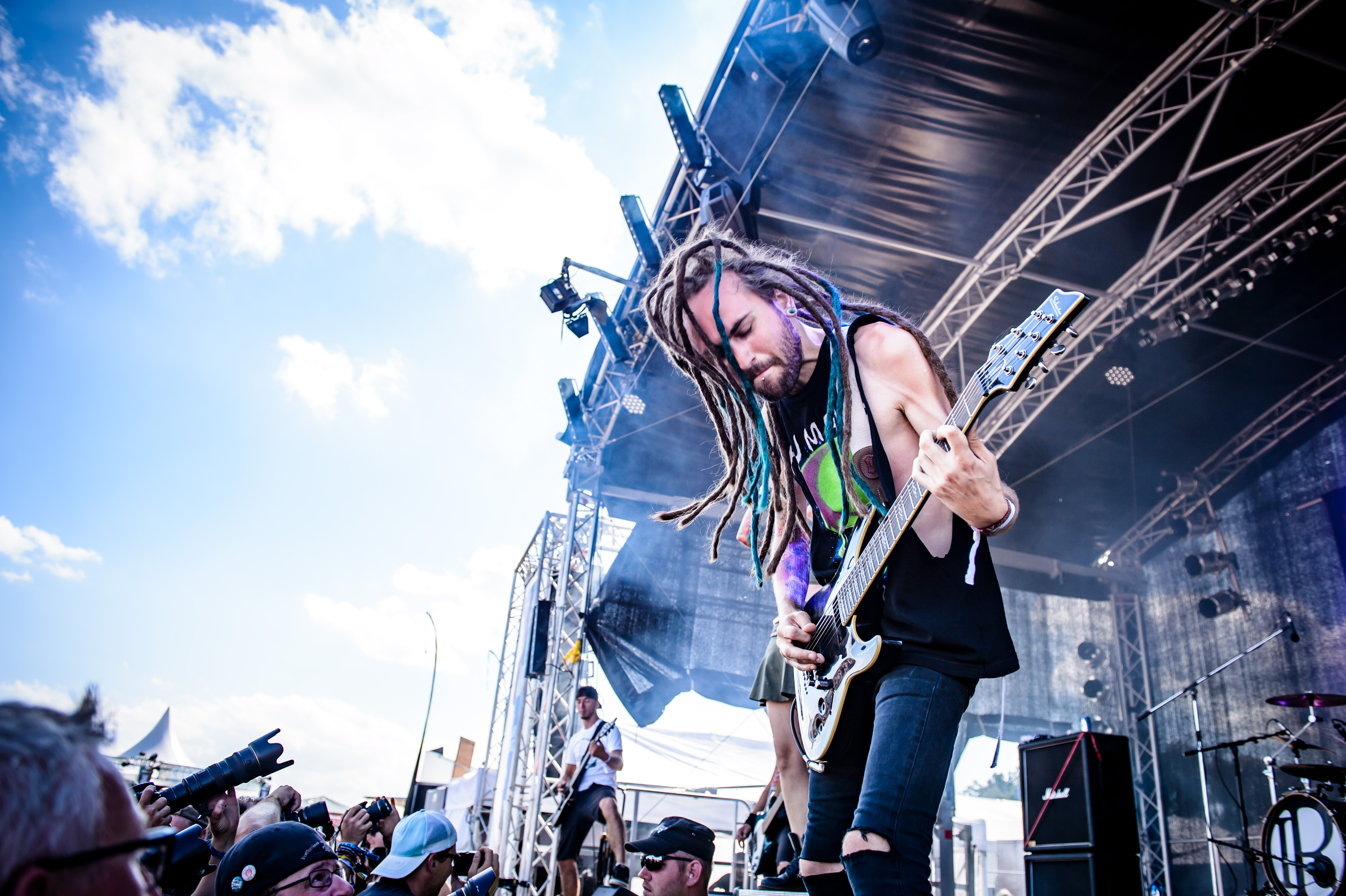
Infected Rain на фестивалі Summer Breeze Open Air в 2017

### Теперішній склад
- Вадим «Відік» Ожог — гітара (2008-до тепер)
- Олена «Лена Руки-ножиці» Катарага — вокал (2008-до тепер)
- Євген Волута — ударні (2012-до тепер)
- Еліс Лейн — бас (2023-до тепер)

### Колишні учасники
- Іван Крістіогло (DJ Капа) — диск жокей (2008—2010)
- Андрій «Медний» — гітара (2008—2010)
- Вадим Проценко — ударні (2008—2012)
- Володимир Бабич — бас (2008—2023)
- Сергій Бабич — гітара (2010—2023)

| Infected Rain виступає на фестивалі Masters of Rock в 2018 у Чехії. |
| ------------------------------------------------------------------- |
|                                                                     |

## Дискографія

### Альбоми
- 2011: Asylum
- 2014: Embrace Eternity
- 2017: 86
- 2019: Endorphin
- 2022: Ecdysis

### Сингли
- 2013: Stop Waiting
- 2016: Serendipity
- 2016: Intoxicating
- 2017: Mold
- 2017: Fool The Gravity
- 2019: Passerby
- 2019: The Earth Mantra
- 2019: Lure
- 2019: Storm
- 2019: Black Gold
- 2021: Postmortem Pt. 1
- 2021: Fighter
- 2022: The Realm of Chaos" feat. Heidi Shepherd
- 2022: Longing
- 2023: Dying Light

### EPs
- 2009: Judgemental Trap
- 2011: EP 2009

### Демо
- 2008: Demo 2008

### Live Albums
- The Devil's Dozen (2023)